# Скуби-Ду!
„Скуби-Ду!“ (на английски: Scoob!) е американска компютърна анимация от 2020 г., базиран на поредицата „Скуби-Ду“ на Хана-Барбера, продуциран от Уорнър Анимейшън Груп и разпространен от Уорнър Брос Пикчърс. Филмът е режисиран от Тони Сервон по сценарий на Адам Стикиел, Джак Доналдсън, Дерек Елиът и Мат Либерман, както и по идея на Либерман, Еял Подел и Джонатан Е. Стюарт. В него са представени гласовете на Франк Уелкър като едноименния персонаж (единственият член на оригиналния актьорски състав, който участва), както и Уил Форте, Джина Родригес, Зак Ефрон и Аманда Сайфред като съответно Шаги, Велма, Фред и Дафни, а също включва гласовете на Марк Уолбърг, Джейсън Айзъкс, Кирси Клемънс, Кен Джонг и Трейси Морган като други анимационни герои на Хана-Барбера.
Филмът е римейк на филмовата поредица „Скуби-Ду“, а историята му проследява формирането и приятелството на Мистерия ООД, група от четирима тийнейджъри и куче, които решават мистерии, и как след това към тях се присъединяват Динамит и Синия сокол, да разследват най-голямата и най-предизвикателната им мистерия зад произхода и истинската цел на техния собствен талисман, заедно с призрачния заговор на Дик Дастардли за отприщване на света на Цербер, чудовищно куче-призрак с три глави.
Плановете за нов пълнометражен филм на Скуби-Ду започнаха през юни 2014 г., когато Уорнър Брос обявиха, че ще направят римейк на едноименната филмовата поредица с анимационен филм. Сервоун беше нает да режисира филма през август 2015 година, с Дакс Шепърд, който бе привлечен да го ръководи през септември 2016 г. До октомври 2018 г. Шепърд вече не беше част от проекта. Голяма част от актьорския състав е нает през март 2019 г., докато анимационните услуги се предоставят от Reel FX Animation Studios.
Филмът първоначално е насрочен за световно театрално издание на 15 май 2020 г. от Уорнър Брос Пикчърс, което го прави третият театрален филм с участието на героите на „Скуби-Ду“ след едноименния игрален филм през 2002 г. и продължението „Скуби-Ду 2: Чудовища на свобода“ през 2004 година. В отговор на пандемията на COVID-19, довела до затварянето на кината по целия свят, Уорнър Брос направи филма достъпен за цифрово притежание в Северна Америка на същата дата, когато се планираше да бъде пуснат в кината. Въпреки че получи смесени отзиви от критиците, „Скуби-Ду!“ успешно оглави цифровите класации за отдаване под наем през първите три уикенда от пускането. За да компенсира предвиденото в световен мащаб театрално издание, филмът излиза театрално в избрани страни от юли 2020 г.

## Сюжет
Младият Шаги Роджърс се сприятелява и осиновява говорещо кученце, което го нарича Скуби-Ду. В нощта на Хелоуин, Скуби и Шаги срещат трима детективи – Фред Джоунс, Дафни Блейк и Велма Динкли, преди да се впуснат в обитавана от духове къща. Вътре децата срещат призрак, когото залавят и свалят маската на костюмирания крадец г-н Ригби. Вдъхновени от опита, те решават да сформират група „Мистерия ООД“, за да решават мистериите заедно.

## Озвучаващи артисти
| Актьор            | Роля                                          |
| ----------------- | --------------------------------------------- |
| Франк Уелкър      | Скуби-Ду                                      |
| Уил Форте         | Шаги Роджърс                                  |
| Иън Армитидж      | Шаги Роджърс като дете                        |
| Марк Уолбърг      | Брайън Краун / Синия сокол                    |
| Джейсън Айзъкс    | Дик Дастардли                                 |
| Джина Родригез    | Велма Динкли                                  |
| Ариана Грийнблат  | Велма Динкли като дете                        |
| Зак Ефрон         | Фред Джоунс                                   |
| Пиърс Гагнон      | Фред Джоунс като дете                         |
| Аманда Сайфред    | Дафни Блейк                                   |
| Макена Грейс      | Дафни Блейк като дете                         |
| Кирси Клемънс     | Дий Дий Скайс                                 |
| Кен Джонг         | Дайномът, кучето чудо                         |
| Трейси Морган     | Капитан Пещера                                |
| Саймън Кауъл      | Себе си, първият инвеститор на „Мистерия ООД“ |
| Кристина Хендрикс | Полицай Джафи                                 |
| Хенри Уинклър     | Кийт                                          |
| Хари Пери         | Себе си                                       |
| Джон Димаджо      | Собственик на ресторант                       |
| Кевин Хефърнан    | Полицай Гари                                  |
| Айра Глас         | Себе си                                       |
| Хенри Кауфман     | Чад и Чет                                     |
| Мая Ърскин        | Джуди Такамото                                |
| Били Уест         | Мътли, кучето на Дик Дастардли                |
| Дон Месик         | Мътли (смях – архивни записи)                 |
| Фред Таташор      | Цербер                                        |
| Джъстина Мачадо   | Джейми Ривера                                 |
| Джон Макданиел    | Хал Мърфи                                     |
| Пам Коутс         | Госпожа Роджърс, майка на Шаги                |
| Адам Штикел       | Полицай Кейси                                 |
| Алекс Кауфман     | Полицай Норт                                  |
| Ванара Таинг      | Дъсти/Бебе Ротън                              |
| Сара Лансия       | Диспечер Стивънс                              |

- Допълнително, режисьорът на филма Тони Сервоне направи малки роли като гласовете на Духът/господин Ригби, както и Алис.
- Полицаите Кейси, Норт, Джафи и диспечер Стивънс са кръстени съотвено на оригинални озвучаващи артисти на сериала - Кейси Кейсъм (Шаги), Хедър Норт (вторият глас на Дафни), Никол Джафи (първият глас на Велма) и Пат Стивънс (вторият глас на Велма). Джуди Такамото е кръстена на един от оригиналните аниматори - Иуао Такамото.

## Излъчване
„Скуби-Ду!“ е насрочен за пускане на 21 септември 2018 г., преди да бъде премесетен на 15 май 2020 г. На 24 март 2020 г. пускането на филма е отменено по време на затварянето на кината в средата на март, заради облекченията в пандемията от COVID-19. Обявено е във 21 април 2020 г., че Warner Bros. отмени северноамериканското театрално издание, и вместо това направи „Скуби-Ду!“ достъпен за дигитално разпространение във Съединените щати и Канада чрез видео по поръчка от оригиналната насрочена дата. Когато пандемията отстъпва, Warner Bros. потвърди, че филмът ще се излъчва по кината в различни страни с облекчени ограничения с COVID-19, в който започва на 8 юли 2020 г. На 18 юни, е обявено, че „Скуби-Ду!“ ще е достъпен за стрийминг в HBO Max, който започва на 26 юни 2020 г. Филмът е евентуално издаден в северноамериканските кина за уикенда на 21 до 23 май 2021 г. Филмът е пуснат на DVD, Blu-ray и Ultra HD Blu-ray на 21 юли 2020 г.

## Продължение
През 2021 г. режисьорът на филма Тони Сервоне, каза, че продължението на филма е във разработка.